# 香港黃金海岸

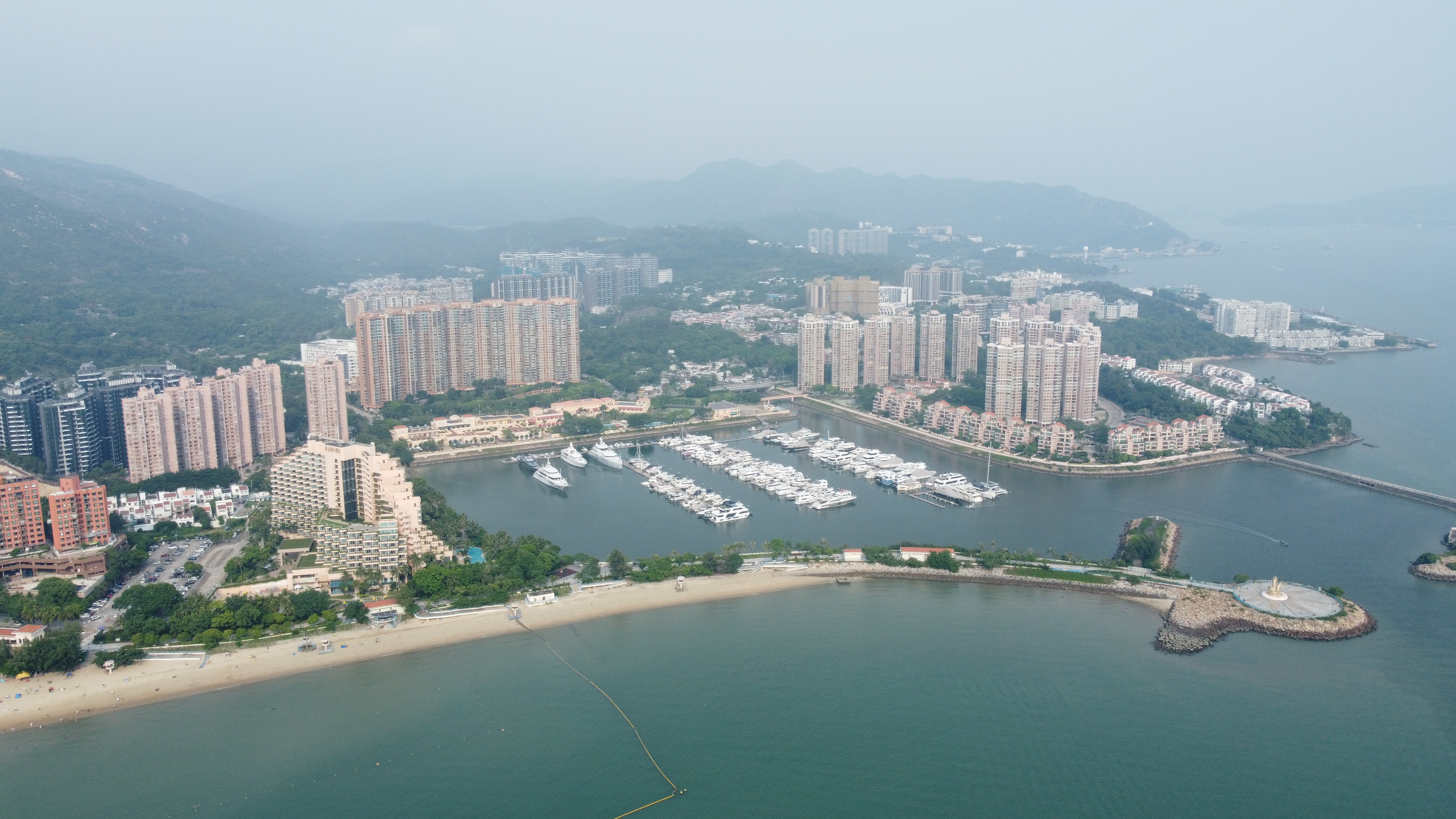
香港黃金海岸全貌（2022年9月）

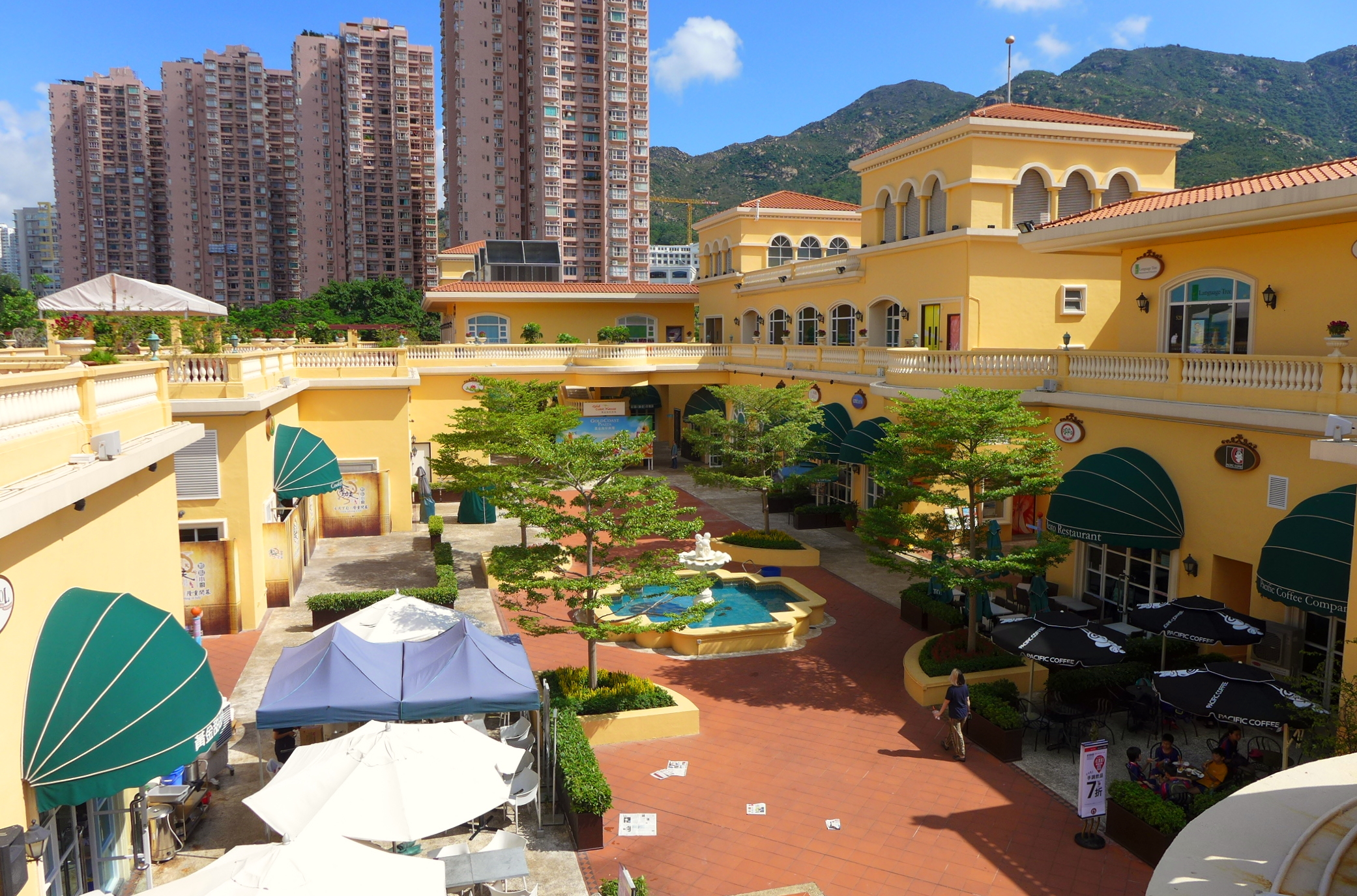
香港黃金海岸商場

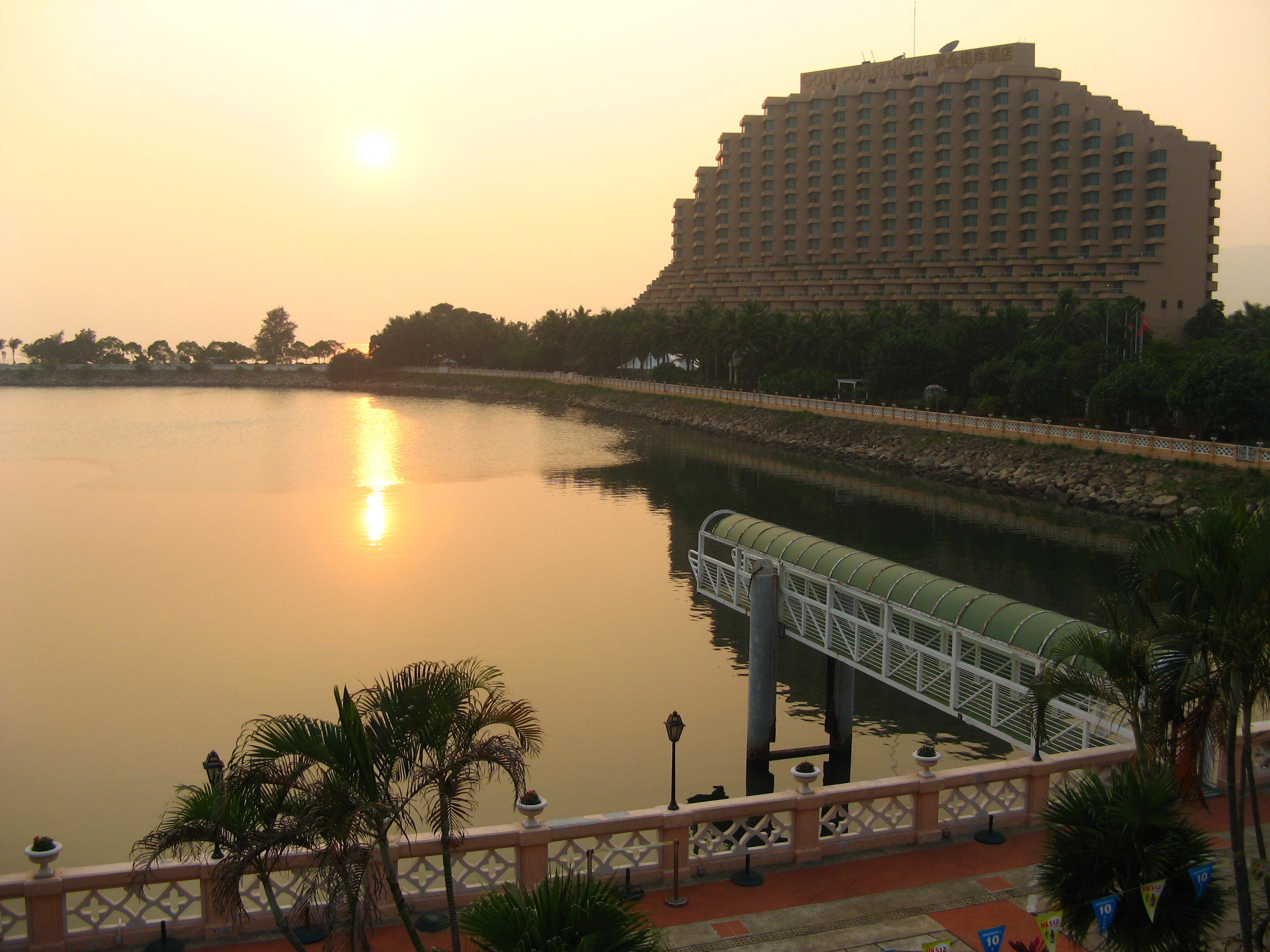
香港黃金海岸的日落

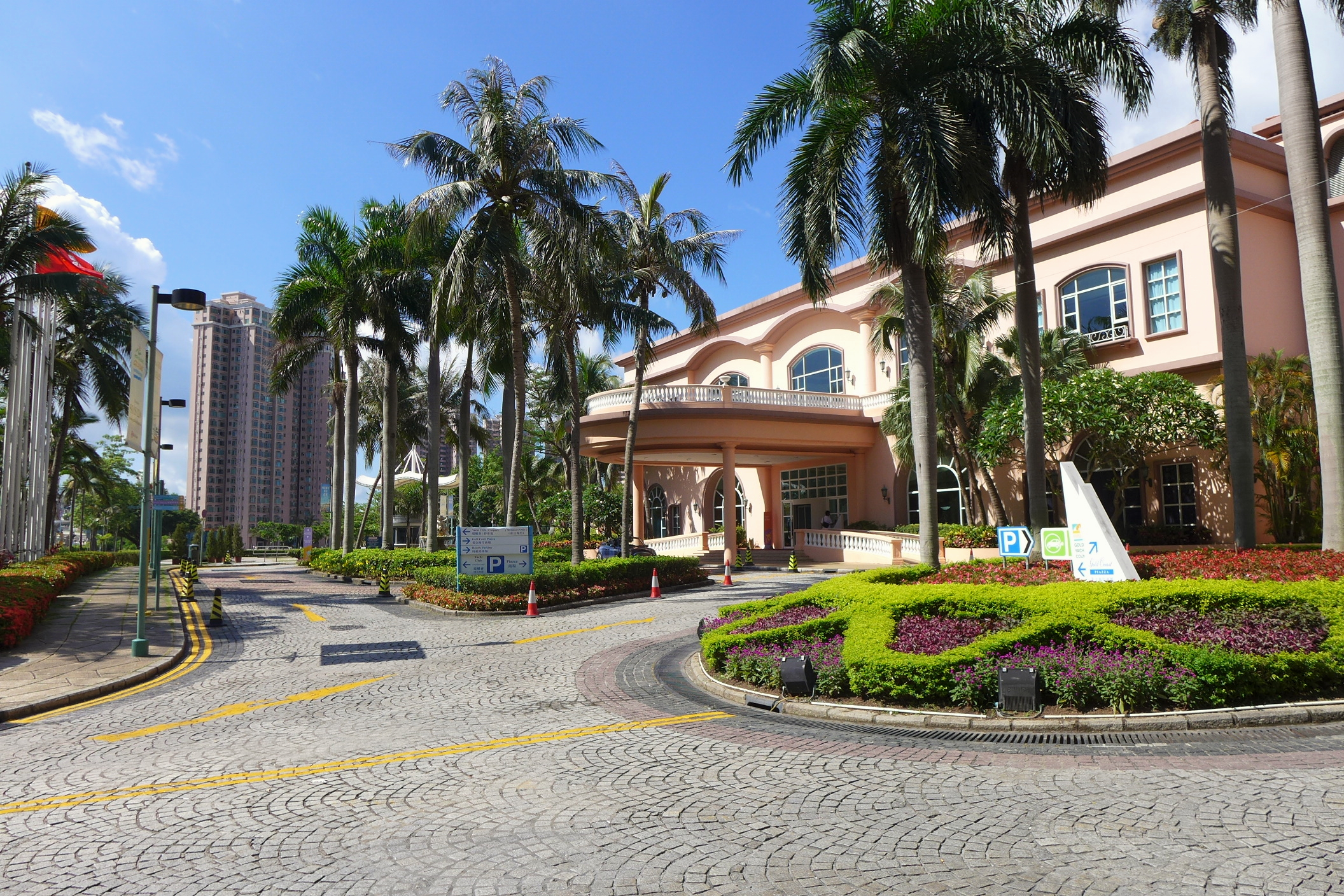
黃金海岸遊艇會

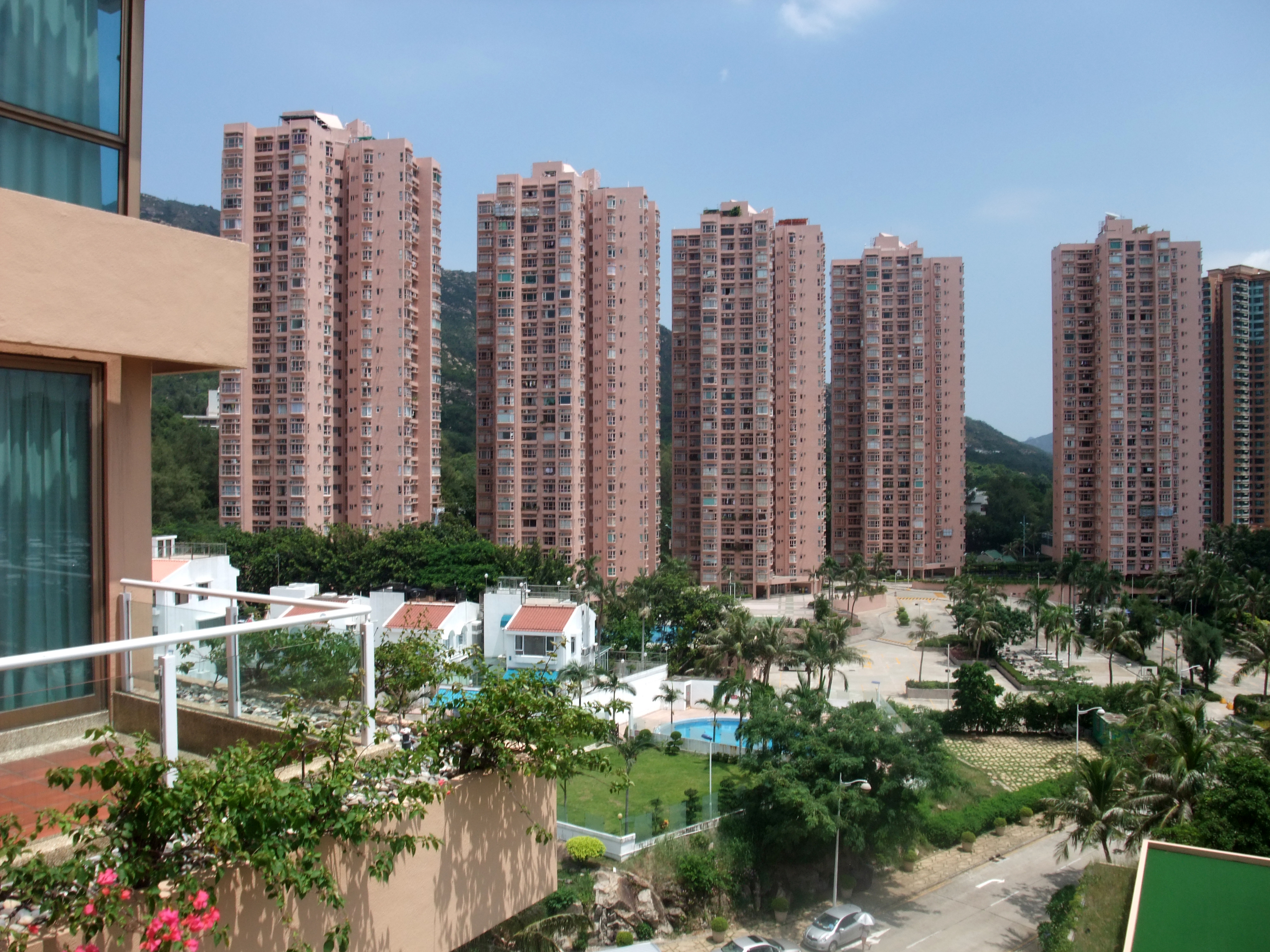
香港黃金海岸1至5座（住宅）

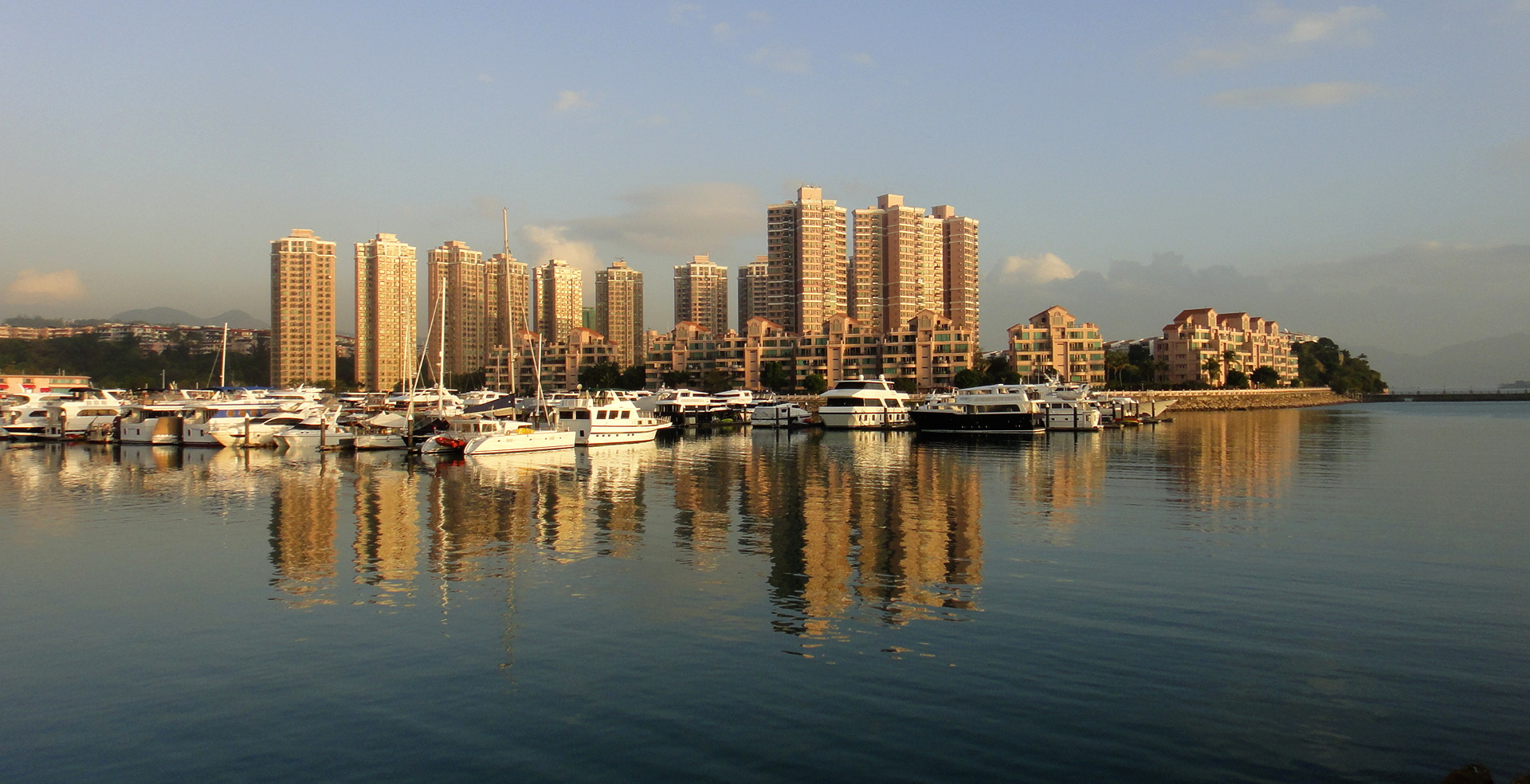
香港黃金海岸6至33座（住宅）

22°22′20″N 113°59′35″E / 22.3722°N 113.9930°E
香港黃金海岸（英語：Hong Kong Gold Coast）位於香港新界掃管笏青山公路青山灣段一號，並於一九九零年代初落成，建於掃管灘對出的填海地上。除可坐擁青山灣遼闊的海景，還可遠眺大嶼山至赤鱲角香港國際機場景致，香港黃金海岸內亦設有大型豪華酒店、會議中心、購物廣場、遊艇會所、海濱廣場、沙灘及私人豪華屋苑，因此吸引熱愛陽光與海灘之旅遊人士。

## 設施
- 屯門黃金海岸海豚廣場
- 香港黃金海岸酒店
- 黃金海岸遊艇會
- 黃金海岸商場
- 黃金泳灘
- 香港黃金海岸屋苑
- 餐廳 （麥當勞[1]，Pacific Coffee[2]等）

## 會所
黃金海岸住宅住客會所，設施包括健身室、游泳池、網球場、壁球室和乒乓球室、多用途活動室及室內兒童遊樂場。

## 剩餘地積比率問題
除了美孚新邨外，黃金海岸亦存在剩餘地積比率問題。1996年，香港樓市接近頂峰，信和以逾4億元補地價獲地政總署批准改地契，在二期興建多3幢總樓面面積近30萬呎的高層住宅，每呎成本約1,500元。不過，此舉立刻招致小業主大力反對，因為其中兩幢新樓遮擋着第6至11座的海景。
後來經歷金融風暴、樓價大跌的洗禮，信和決定收回起多三幢的計劃，反而向政府索回補地價金額，至今仍在法律訴訟階段。換言之，信和隨時可以於黃金海岸二期興建多3幢住宅。
2019年發展商獲判毋須小業主同意亦可修改屋苑規劃
2023年3月23日據屋宇署1月份最新資料顯示信和置業旗下公司Golden Organise ltd獲批在屯門掃管笏第57區第3A地盤，亦即是黃金海岸位置，興建11幢6層至18層高的分層住宅，另設4座1至2層高的住宅休憩設施等，總樓面約39.3萬平方呎。

## 交通
黃金海岸早年有飛翔船服務，直達中環愛丁堡廣場或香港國際機場，不過已經停止服務多年。 
此外，九廣輕鐵在1980年代曾規劃延伸輕鐵到荃灣，並途經黃金海岸。 

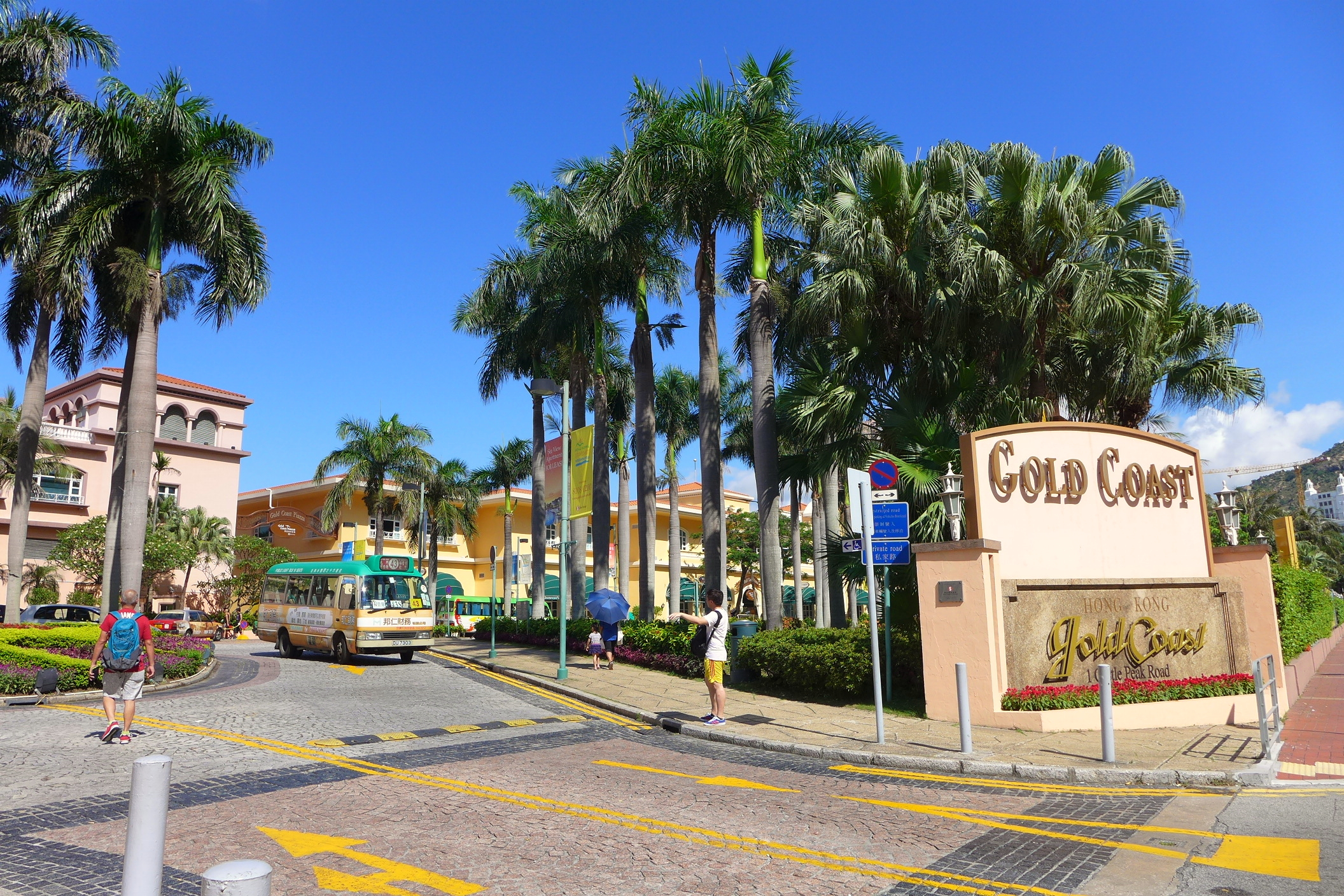
香港黃金海岸入口

### 鄰近
- 掃管軍營
- 愛琴海岸
- 龍珠島
- 蟠龍半島
- 新咖啡灣
- 哈羅香港國際學校

## 外部連結
- 香港黃金海岸 （页面存档备份，存于）
- 香港黃金海岸住宅
- 黃金海岸商場 （页面存档备份，存于）
- 香港黃金海岸酒店 （页面存档备份，存于）